# Kostrízhivka
Kostrízhivka (en ucraniano: Кострижівка, romanizado: Kostryzhivka) es un pueblo ucraniano perteneciente al óblast de Chernivtsí. Situado en el oeste del país, es parte del raión de Chernivtsí y centro del municipio (hromada) homónimo.

## Toponimia
En todos los idiomas de importancia local, la localidad se conoce con el nombre de Kostrízhivka (en ruso: Кострыжовка; en alemán: Kostryziwka; en rumano: Costrijeni).

## Geografía
Kostrízhivka se encuentra en la margen derecha del río Dniéster, frente a la vecina ciudad de Zalishchiki en el óblast de Ternópil, 42 km al norte de Chernivtsí.

## Historia
El asentamiento fue mencionado por primera vez por escrito en 1742 y perteneció al principado de Moldavia hasta 1774.
Después de que Bucovina fuera ocupada por el Imperio austríaco en 1774 hacia el final de la guerra ruso-turca (1768-1774), esto se confirmó en el tratado de Küçük Kaynarca en 1775, oficialmente como agradecimiento por los “servicios de mediación” de Austria entre los oponentes de la guerra. Como resultado, Kostrízhivka pasó a formar parte del Imperio austrohúngaro, primero en el reino de Galitzia y Lodomeria, y desde 1849 en la recién fundada tierra de la corona del ducado de Bucovina. En 1898, como parte de la construcción del ferrocarril local Luzan-Zaleszczyki, la ciudad recibió una conexión ferroviaria.
Después de la Primera Guerra Mundial, Bucovina pasó a formar parte del reino de Rumania y Kostrízhivka se convirtió en una ciudad fronteriza con Polonia. 
En junio de 1940, Kostrízhivka fue ocupada por el Ejército Rojo, junto con el norte de Bucovina y Besarabia, tras el pacto Ribbentrop-Mólotov. Después del inicio de la Segunda Guerra Mundial, Kostrízhivka fue ocupada por tropas germano-rumanas y desde julio de 1941 hasta marzo de 1944 formó parte del reino de Rumania.
Durante la hambruna de 1946-1947, hasta cuarenta residentes murieron de hambre. En 1959, Kostrízhivka fue elevado a la categoría de asentamiento de tipo urbano.
El 8 de abril de 2019 se incendió la fábrica de azúcar, que da trabajo a muchos de los habitantes del lugar.
Hasta el 18 de julio de 2020, Kostrízhivka fue parte del raión de Zastavna. El raión fue abolido en julio de 2020 como parte de la reforma administrativa de Ucrania, que redujo el número de raiones del óblast de Chernivtsí a tres. El raión de Zastavna se fusionó con el raión de Chernivtsí.En 2023, Kostrízhivka perdió el estatus de asentamiento de tipo urbano debido a la eliminación de este estatus administrativo.

## Demografía
La evolución de la población de Kostrízhivka entre 1930 y 2022 fue la siguiente:
| 1481                                                          | 2276 | 2914 | 2742 | 2885 | 2718 | 2701 | 2587 |
| (Fuente: Cities & Towns of Ukraine y UKRAINE: Größere Städte) |      |      |      |      |      |      |      |

Según el censo de 2001, la lengua materna de la mayoría de los habitantes, el 98,93%, es el ucraniano; del 0,87%, el ruso.
En el censo de 1930, el 60,43% de los habitantes eran rutenos; el 12,01%, polacos; 10,55%, rumanos; el 8,73%, judíos; el 5,94%, rusos; y alemanes, el 1,57%. En cuanto a la religión, el 71,23% de la población eran ortodoxos; el 14,32%, católicos romanos; el 8,73% eran judíos; y el 5,46%, católicos bizantinos.